# جیمز رتری

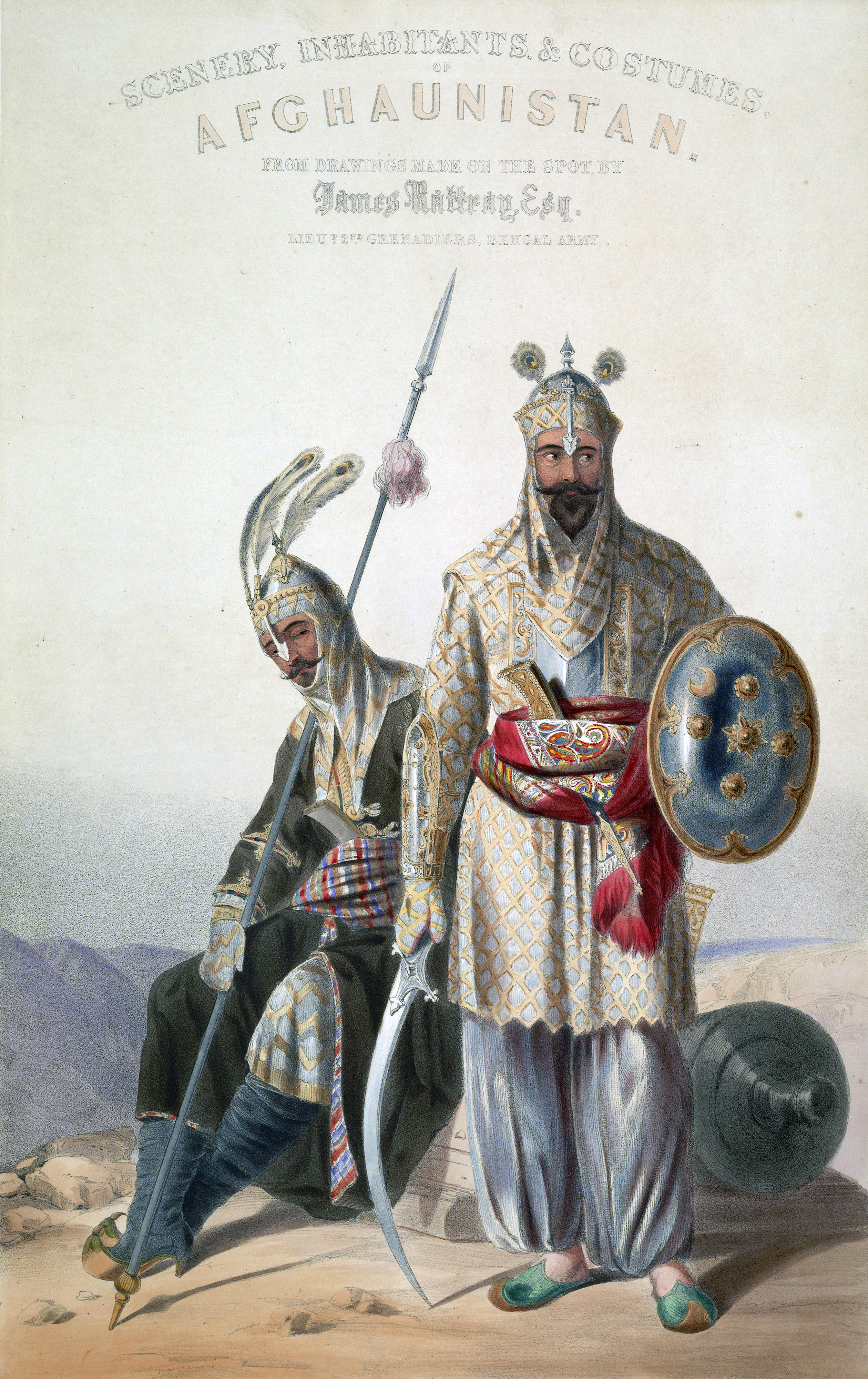
پشت جلدی کتاب جیمز رتری ۱۸۴۷

جیمز رَترِی (۱۸۱۸–۲۴ اکتبر ۱۸۵۴) سرباز و هنرمند، متولد داونتری در نورث‌همپتون‌شر، انگلستان بود، که در دورندا، بخش رانچی، ناگپور، هند درگذشت. وی در زمان ساخت طرح‌های مشهور خود ستوان دوم در لشکر دوم ارتش بنگال بود و در افغانستان خدمت می‌کرد.

## اوایل زندگی
پدر جیمز چارلز رتری م.د. (۱۷۷۹–۱۸۳۵) پزشک نورث‌همپتون‌شر و مادرش ماریان فریمن (۱۷۸۸–۱۸۶۶) بود.

## تحصیلات
او تسلط خوبی به زبان فارسی داشت و می‌توانست مستقیماً با مردم محلی صحبت کند.

## وظیفه
رتری کار خود را به عنوان سرباز آغاز کرد. وی به عنوان ستوان دوم در ۵ دسامبر ۱۸۳۸ تعیین گردید، وقتی او از گریوزند سیورن حرکت می‌کرد، به عنوان یک هندی به مقصد هندوستان فرستاده شد. این کشتی بعداً همان سال در ۲۹ دسامبر ۱۸۳۸ در وسط اقیانوس اطلس زمانی که از میرامیچی به مقصد بریستول کانادا در حرکت بود غرق گردید.
وی به دنبال چارلز رتری (۱۸۱۰–۱۸۴۱)، برادر بزرگترش که در همان دوره در افغانستان کاپیتان بود، ۸ سال در ارتش خدمت کرد.
رتری مدتی را در هندوستان گذراند. او بخشی از نیروی چندملیتی بود که به ارتش سند معروف گردید. او ستوان دوم در لشکر دوم ارتش بنگال بود. وی از سال ۱۸۳۹ تا ۱۸۴۲ در جنگ اول افغان و انگلیس شرکت کرد.

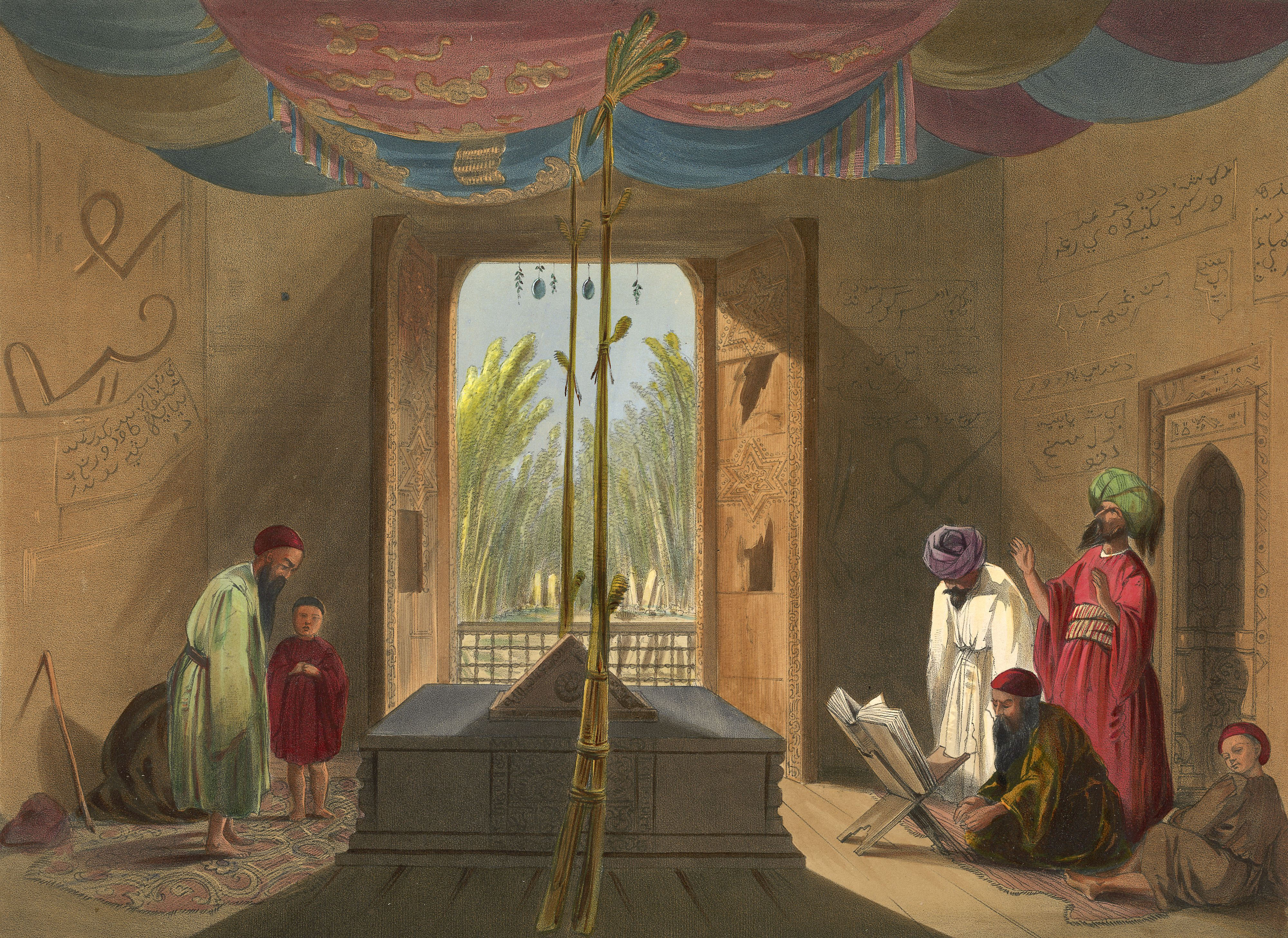
آرامگاه سلطان محمود غزنوی حدود ۱۸۳۹–۱۸۴۰

وی در سالهای ۱۸۳۹–۴۰ در غزنی ایفای وظیفه کرد. تصویر سمت راست، آرامگاه سلطان محمود غزنوی را نشان می‌دهد. رتری هنرمند عاشق این مکان خاص (مقبره سلطان محمود غزنوی) بود و از آن به عنوان یکی از مکانهای جذاب افغانستان یاد می‌کرد.
برادرش، ستوان چارلز رتری ام نی. به عنوان دستیار سرگرد الدرد پوتینگر عمل می‌کرد، او در ۳ نوامبر ۱۸۴۱ هنگام انجام وظیفه در لغمان، نزدیک چاریکار ترور شد. جیمز در دسامبر ۱۸۴۱ در قندهار خدمت می‌کرد.
وی در هنگام عقب‌نشینی انگلیس از کابل به پیشاور در سال ۱۸۴۲ به آنها کمک کرد. آنها از جمرود وارد گردنه خیبر شدند تا قلعه مشهور علی که کلید عبور جاده بود و توسط نیروهای دوست محمد پادگان شده بود، تصرف کنند. روزی رتری به مشکل پرتره خود را به پایان می‌رسانید، که ناگهان صدای گوشخراشی را شنید و در لحظه دیوارها و سنگرهای قلعه به‌طور همزمان منفجر شدند و گردابی از شن و ماسه را بوجود آوردند. وقتی گرد و خاک از بین رفت، هیچ اثری از قلعه باقی نمانده بود.
پس از ترک ارتش، رتری راهنمایی چندین تور را در افغانستان انجام می‌داد.
برادر دیگر رتری، کاپیتان توماس رتری (۱۸۲۰–۱۸۸۰) در آوریل ۱۸۵۶ گردان پلیس نظامی اول بنگال را در لاهور که بعداً به عنوان سی و پنجمین سیک راترا نامگذاری شد، تأسیس کرد.

## مرگ
وی در ۲۴ اکتبر ۱۸۵۴ و در سن ۳۶ سالگی، در دوروندا ناگپور، هند درگذشت. در هنگام مرگش وی در ارتش هند کاپیتان بود. او مجرد درگذشت و هیچ وارثی از خود باقی نداشت. املاک وی به برادرش سرگرد دیوید رتری (۱۸۱۴–۱۸۷۴) که ساکن تیورتون بود، رسید.

## کلکسیون
آثار وی در کلکسیون‌های ذیل است:
- کتابخانه بریتانیا
- موزه ارتش ملی[۱۷]

## کتاب‌ها
او نویسنده کتاب مناظر، ساکنان و لباس‌های افغانستان از نقاشی‌های ساخته شده در محل توسط جیمز رتری است. هنرمند: جیمز رتری ۱۸۱۸–۱۸۵۴، چاپ سنگی: رابرت کریک، منتشر شده توسط دِی اند سن در ۱۸۴۷. نسخه دوم سال بعد در لندن منتشر شد: توسط هیرینگ و ریمینگتون، ۱۳۷ ریجنت استریت، ۱۸۴۸.
این هنرمند این کلکسیون را به نیروی قندهار اهدا داده‌است که تحت فرماندهی سرلشکر سِر ویلیام نوت، جی.سی. بی و افسران ارتش انگلیس و هند که در جنگ شرکت داشتند.
طرح‌ها و نقاشی‌های او در چاپ سنگی عمدتاً توسط رابرت سی. کاریک حکاکی می‌شد. دیگر حکاکان اِدموند واکر پلاک شماره. ۲, ۱۹, ۲۰, ۲۴ و ۲۵; هنرمند منظره و سنگ نگار ویلیام اِل. والتون پلاک شماره. ۱۳ و ۱۸ و پلاک شماره بودند. پلاک شماره ۲۱ نیز توسط فردریک ویلیام هولم، بود کن همه توسط ناشر استخدام شده بودند.
ویلیام. اِل. والتون یک هنرمند منظره بود که بین سالهای ۱۸۳۴ و ۱۸۵۵ در لندن کار می‌کرد. وی همچنین لیتوگرافی دفاع از جلال‌آباد را برای جنرال سیل (حدود ۱۸۴۵) ساخت.
از جمله مشترکین این نشریه پرنس آلبرت و چندین نفر از اعضای خانواده رتری: سروان چارلز رتری بود. ترکستان؛ سروان آر. اِن. رتری؛ سروان دی. رتری و پیاده‌نظام سبک شاهزاده آلبرت ستوان تی. رتری.
هر صفحه رنگی با متن‌های توضیحی طولانی (تفسیرها) همراه است و تصاویر دقیق و جزیی از مردم، لباس، عادت‌ها و مشاغل شان ارائه شده‌است. مباحث مربوط به موضوعات تاریخی و قومی شرح داده می‌شود، مانند اشکال عبادت در مقبره‌ها و مساجد و آیین‌های شاهنشاهی درانی‌ها. گزیده‌ای کلمات برخی از این متون را می‌توان در وب سایت کتابخانه بریتانیا بدست آورد.

## نگارخانه

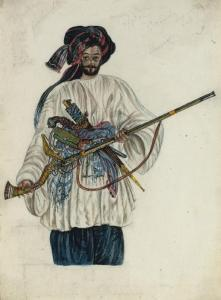
میر علم کوهستانی،  در پرتره جیمز رتری.۱۸۴۰
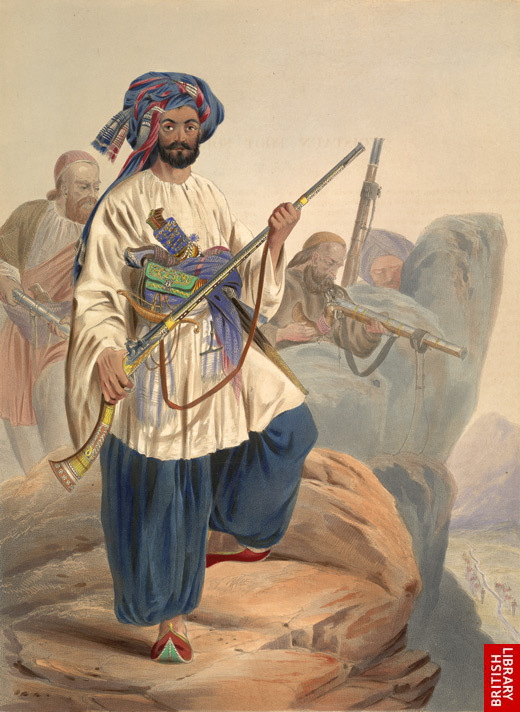
سنگ نگاری همان پرتره توسط رابرت کریک. ۱۸۴۷
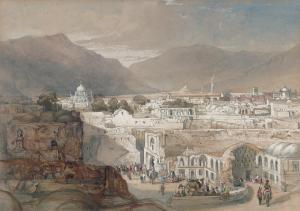
داخل شهر قندهار،  توسط جیمز رتری. ۱۸۴۱
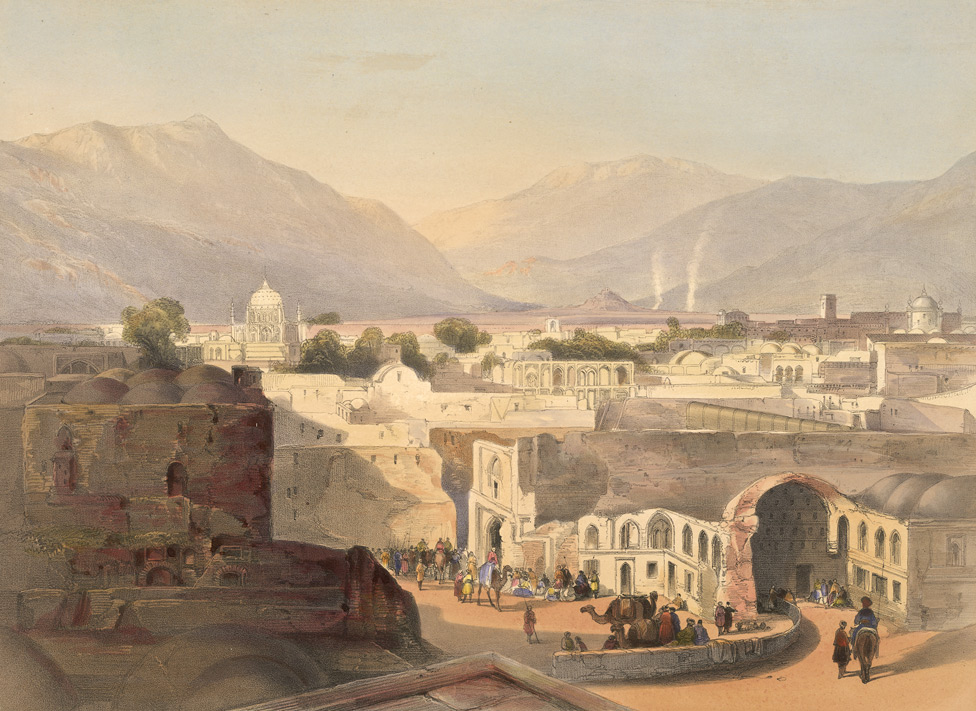
سنگ نگاری همان پرتره توسط رابرت کریک. ۱۸۴۷
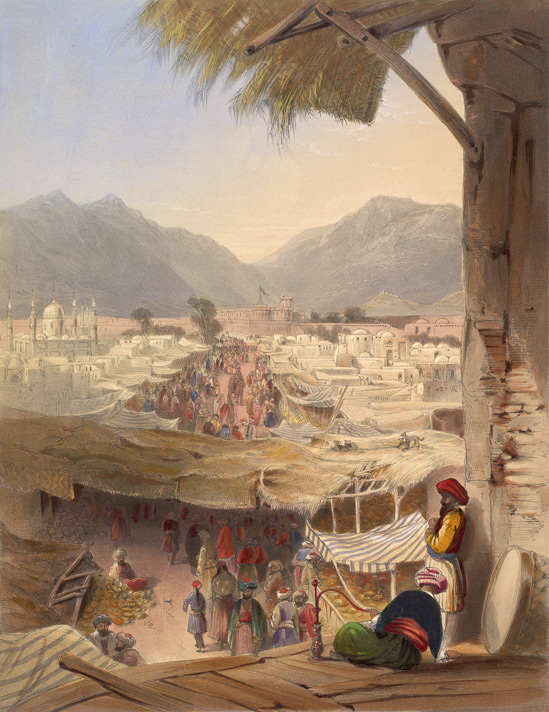
بازار و قلعه شهر قندهار،  گرفته شده از ستوان جیمز رتری،  افغانستان
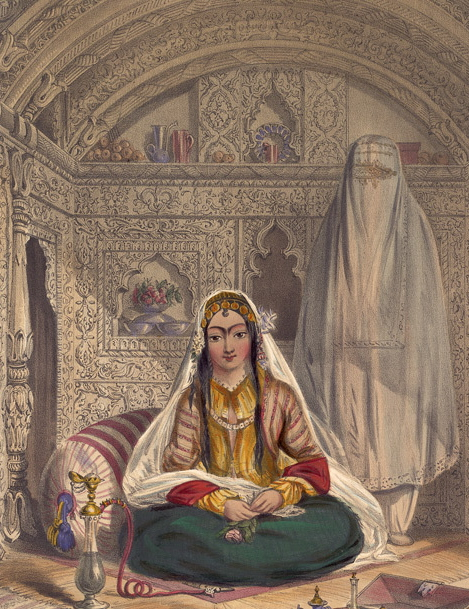
بانوی کابلی توسط جیمز رتری،  ۱۸۴۸
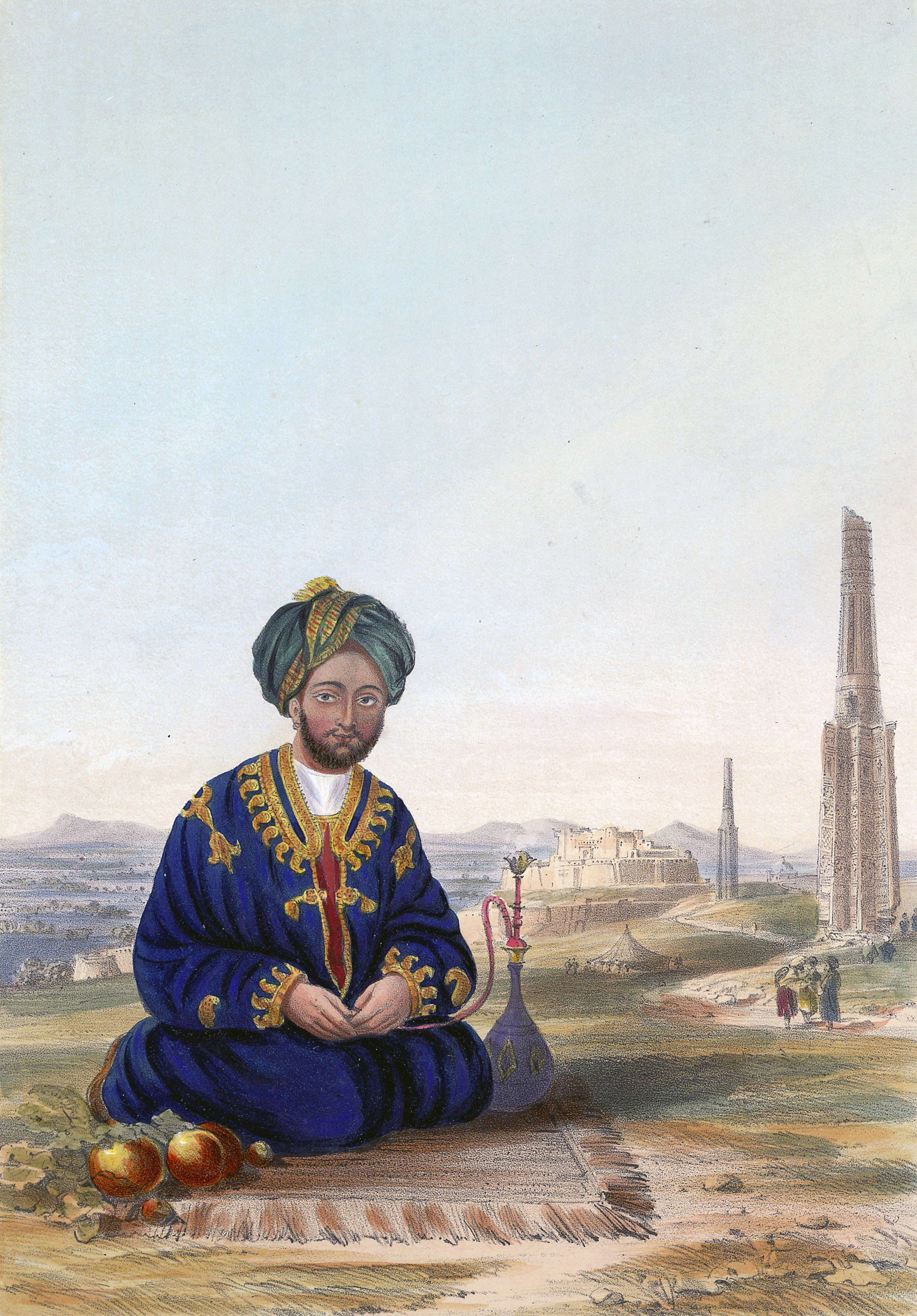
جحیدر خان حاکم غزنی ۱۸۳۹-۴۲ توسط جیمز رتری
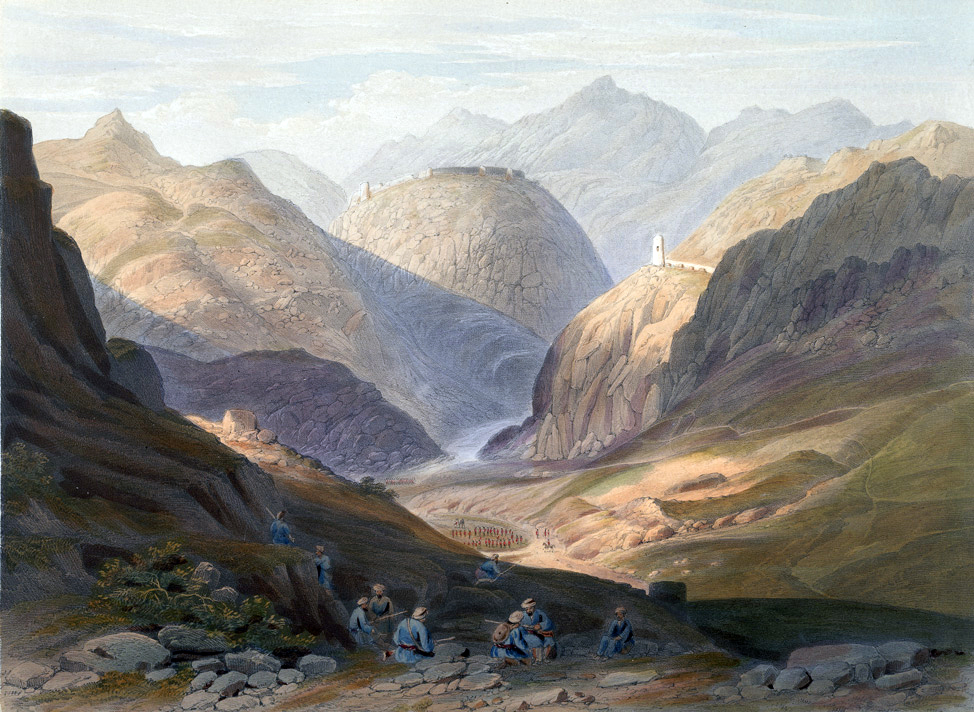
گردنه خیبر در قسمت علی مسجد،  سنگ نگاری شده توسط جیمز رتری،  ۱۸۴۸